# 1808 na literatura

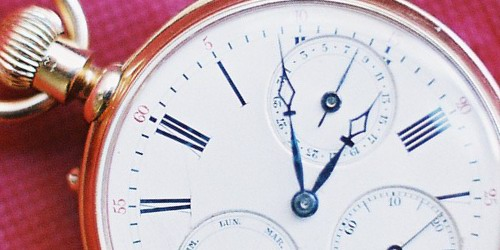
Pocket watch made by the famous Polish watchmaker Franciszek Czapek, circa 1876.

## Eventos
- Johann Wolfgang von Goethe - Fausto, Parte 10
- Walter Scott - Marmion
- Heinrich von Kleist - Michael Kohlhaas

## Nascimentos
| Data           | Nome                            | Profissão      | Nacionalidade | Observações | Ref   |
| -------------- | ------------------------------- | -------------- | ------------- | ----------- | ----- |
| 5 de Fevereiro | Carl Spitzweg                   | pintor e poeta | Alemanha      | m. 1885     | [ 1 ] |
| 2 de Maio      | Gérard de Nerval                | poeta          | França        | m. 1855     | [ 2 ] |
| 2 de Novembro  | Jules Amédée Barbey d'Aurevilly | novelista      | França        | m. 1889     | [ 3 ] |

## Mortes
| Data | Nome | Profissão | Nacionalidade | Observações | Ref |
| ---- | ---- | --------- | ------------- | ----------- | --- |

1. ↑  «Carl Spitzweg». Britannica, The Editors of Encyclopaedia. Consultado em 26 de janeiro de 2025. Cópia arquivada em 23 de junho de 2024
2. ↑  «Gérard de Nerval». Britannica, The Editors of Encyclopaedia. Consultado em 26 de janeiro de 2025. Cópia arquivada em 26 de dezembro de 2024
3. ↑  «Jules-Amédée Barbey d'Aurevilly». Britannica, The Editors of Encyclopaedia. Consultado em 26 de janeiro de 2025. Cópia arquivada em 8 de dezembro de 2024